# Squad (videogioco)
Squad è un videogioco sparatutto tattico in prima persona ambientato in epoca moderna, sviluppato dallo studio canadese Offworld Industries. Pubblicato come titolo indie su Steam, è inteso come un successore spirituale della modifica Project Reality per Battlefield 2. Il gioco presenta numerose fazioni giocabili, incluse forze armate di stati e nazioni, e gruppi ribelli insurrezionisti. Squad divenne disponibile su Steam per la prima volta in accesso anticipato il 15 dicembre 2015, e poi pubblicato ufficialmente sulla stessa piattaforma il 23 settembre 2020.

## Caratteristiche principali
Squad è un gioco di guerra a squadre online, con un massimo di 100 giocatori in un singolo server. Ogni partita consiste in due fazioni nemiche fra loro, divisa in squadre più piccole che possono avere un massimo di 9 giocatori. Ogni squadra è composta da svariate classi che i giocatori possono scegliere individualmente. Queste classi includono ruoli come medico, geniere, specialisti anticarro, e vari tipi di fucilieri. Ogni squadra di giocatori è comandata da un caposquadra, il quale è in grado di comunicare con altri capisquadra alleati e ordinare la costruzione di strutture difensive e di supporto, come sacchi di sabbia, armi pesanti, mortai, e altro ancora.
Squad prende in prestito molti elementi di gioco dal suo predecessore spirituale, Project Reality, con grande enfasi sulla comunicazione, coordinazione e lavoro di squadra, con partite ambientate in mappe a larga scala (fino a 16 km2 in dimensioni) e includendo una moltitudine di veicoli terrestri come i MRAP, IFV, APC e carri armati, oltre che elicotteri di trasporto. Le due fazioni combattono per completare vari obiettivi, come la cattura di punti di interesse, distruzione di casse d'armi, e l'esaurimento dei rinforzi nemici.

### Fazioni
Squad include la riproduzione di diverse fazioni realmente esistenti, tra cui:
- Esercito degli Stati Uniti
- Corpo dei Marines degli Stati Uniti
- Forze terrestri russe
- VDV russi
- Esercito Britannico
- Esercito Canadese
- Esercito Cinese
- Corpo dei Marines Cinese
- Esercito Australiano

Sono presenti anche fazioni che, seppur non esistenti, prendono spunto dalle culture e vicende politiche nel mondo, come:
- Alleanza del Medio Oriente, una fazione di fantasia che raggruppa eserciti convenzionali di vari Paesi dell'Africa, Asia e Medio Oriente
- Milizia Irregolare, una rappresentazione generica e anonima dei gruppi organizzati paramilitari e i freedom fighters presenti in Medio Oriente; sono ispirati generalmente alle milizie cecene e ai gruppi separatisti del Donbass
- Insurrezionalisti, una fazione generica ribelle ispirata ai talebani

Sono state annunciate anche alcune fazioni che verranno introdotte in futuri aggiornamenti. Tra questi sono presenti:
- PanAsia, un nome temporaneo per una futura fazione ispirate agli eserciti in Asia[7]
- Corpo dei Marine degli Stati Uniti[8]

### Modalità di gioco
Squad presenta una varietà di modalità di gioco, simili a Project Reality e accomunate da alcuni elementi distintivi: sono presenti dei luoghi di interesse sulla mappa, che vanno catturati o distrutti; entrambe le fazioni hanno un certo numero di ticket, un punteggio che si può guadagnare completando obiettivi, e perdendo con la morte di giocatori alleati, perdita di obiettivi o distruzione di veicoli alleati. La fazione che si ritrova con i ticket azzerati in tale maniera, si trova sconfitta.
Le modalità attualmente presenti in gioco sono:
- Advance And Secure: le fazioni devono catturare delle zone sulla mappa condivise fra loro, definite come "Punti di controllo", in un ordine prestabilito, e impedire che l'avversario faccia altrettanto
- Skirmish: variante di Advance And Secure più rapida, dove viene usata una porzione più piccola della mappa e le fazioni iniziano con una quantità di ticket minore
- Random Advance And Secure: variante di Advance And Secure dove i punti di controllo sono scelti casualmente sulla mappa, e non c'è modo di conoscere in anticipo dove essi siano; il punto successivo viene mostrato sulla mappa solo dopo la cattura del precedente
- Invasion: una fazione attacca in ordine i punti di controllo, mentre l'altra, che possiede già tutti i punti e parte con una quantità maggiorata di ticket, deve impedirlo
- Destruction: una fazione deve distruggere diverse casse d'armi entro un tempo prestabilito, mentre l'altra le difende e cerca di far scadere il tempo o eliminare abbastanza giocatori e risorse avversarie per azzerare i ticket. La fazione attaccante ha una serie di luoghi segnati sulla mappa da investigare, per rintracciare la vera posizione delle casse
- Territory Control: una grande porzione della mappa viene suddivisa in esagoni, che le fazioni devono cattuare come punti di controllo. Solo gli esagoni adiacenti a un esagono posseduto dalla propria fazione può essere catturato. Si ottiene la vittoria catturando il 95% degli esagoni, o terminando i ticket avversari

## Sviluppo

### Annuncio
Lo sviluppo di Squad è stato annunciato nell'ottobre 2014, quando uno sviluppatore di Project Reality, Sniperdog (Will Stahl), creò un post sul forum di Project Reality. L'annuncio indicò che un team di 15 sviluppatori era ai lavori per un sequel spirituale di Project Reality, e che sarebbe stato sviluppato con il motore di gioco Unreal Engine 4.

### Steam Greenlight
Il 5 aprile 2015, Squad fu inserito nel servizio di Steam Greenlight, una piattaforma che permetteva agli utenti di votare quali giochi indie inserire nella piattaforma Steam. Ciò fu accompagnato da un annuncio che chiedeva di votare per il gioco.
Dopo otto giorni su Greenlight, Squad fu ufficialmente accettato da Steam il 13 aprile 2015.

### Accesso anticipato
Squad fu pubblicato in accesso anticipato su Steam il 15 dicembre 2015.

### Uscita ufficiale
Squad fu pubblicato ufficialmente su Steam, uscendo dallo stato di accesso anticipato, il 23 settembre 2020.

## Campagna di crowdfunding su Kickstarter
Una campagna di crowdfunding sulla piattaforma Kickstarter fu avviata il 26 maggio 2015. Questa conteneva sei livelli di contribuzione con vari tipi di ricompense tra cui prodotti di merchandising, ricompense in gioco, e chiavi di accesso alle versioni di test pre-alpha. Cinque giorni dopo il lancio della campagna Kickstarter, il gioco aveva raccolto già oltre 200'000 €.